# ジョン・R・ピアース
ジョン・ロビンソン・ピアース（John Robinson Pierce、1910年3月27日 - 2002年4月2日）は、アメリカ合衆国の工学者、作家である。無線通信、マイクロ波技術、コンピュータ音楽、音響心理学の分野で広範な活動をした。ベル研究所在籍時の1948年に「トランジスタ」の名称を提案した。また、J・J・カップリングなどのペンネームで長年にわたりSFを書き続けた。

## 若年期と教育
アイオワ州デモインで1910年3月27日に生まれた。カリフォルニア工科大学で電気工学を学び、1933年に学士号、1934年に修士号、1936年にPh.Dを取得した。

## ベル研究所
大学卒業後、1936年にベル研究所に入った。ピアースは、1952年に電子工学研究部長、1958年に通信科学研究部長に就任した。
ベル研究所でのピアースの最初の仕事は、真空管に関するものだった。第二次世界大戦中にピアースは、進行波管を発明したイギリスのレーダー研究所のルドルフ・コンフナーの研究を見つけた。ピアースはコンフナーをベル研究所に招いた後、進行波管の数学的研究をし、それに関する本を著した。ピアースは後に、「ルディ・コンフナーは進行波管を発明したが、私がそれを発見した」(Rudy Kompfner invented the traveling-wave tube, but I discovered it.)と述べたと言われているが、コンプフナーの著書によると、この言葉は、『ザ・ニューヨーカー』1963年9月21日号に掲載されたユージン・フビニによるピアースに関する記事が初出だった。また、ピアースは「自然は真空管を忌み嫌う」(Nature abhors a vacuum tube)と発言したと広く信じられているが、ピアース自身はこの発言はマイロン・グラスによるものだと考えていた。また、この言葉はトランジスタ発明以前のベル研究所ではよく聞かれたものだったという話もある。
ピアースは、電子工学や情報理論について研究し、同僚のバーナード・オリバーやクロード・シャノンと共にパルス符号変調(PCM)の概念を発展させた。全米発明家殿堂では、PCMの発明者としてオリバーとシャノンを表彰しており、ピアースは含められていない。これは、1946年と1952年に出願され1956年に認められたPCMに関する特許（アメリカ合衆国特許第 2,801,281号）がこの2名の名前で出されていたことによるものであるが、それ以前の1945年にピアースの名前でもPCMに関する特許が出願され、1948年に認められている（アメリカ合衆国特許第 2,437,707号）。この3人は、1948年に"The Philosophy of PCM"（PCMの哲学）を出版している。
ピアースは、ジョン・バーディーンやウォルター・ブラッテンらの研究チームを監督し、そのチームが開発した固体増幅素子に対してブラッテンから命名を要請され、「トランジスタ」と名付けた。
私は、この素子が何をするものであるかを考えて、この名前をつけました。当時、（この素子と）真空管が併用されると考えられていました。真空管にはトランスコンダクタンス(Transconductance)があるので、トランジスタには「トランスレジスタンス」(transresistance)があるでしょう。そして、バリスタ(varistor)やサーミスタ(thermistor)などの他の素子と調和する名前であるべきでしょう。それで私は「トランジスタ」(transistor)という名前を提案しました。—John R. Pierce, interviewed for PBS show "Transistorized!"
ピアースは人工衛星に関する研究も行い、世界初の商業通信衛星「テルスター1」の開発に深く関わった。静止通信衛星のアイデアを最初に提案したのはアーサー・C・クラークだが、このアイデアを独自に考察し、無人通信衛星について最初に議論したのはピアースだった。クラークは、ピアースのことを「通信衛星の2人の父のうちの1人」と評している（もう一人はハロルド・ローゼン）。
ピアースは、計算言語学、特に機械翻訳を評価するためのアメリカ政府の委員会ALPACの委員長を務めた。1965年に発表されたこの委員会の報告書により、1960年代後半から1970年代前半にかけて、機械翻訳の研究に対する連邦政府からの投資は大幅に減らされた。

## ベル研究所退職後
ベル研究所退職後の1971年、母校カリフォルニア工科大学の電子工学の教授に就任した。また、NASAジェット推進研究所のチーフエンジニアも務めた。
1980年にカリフォルニア工科大学を退職し、スタンフォード大学のコンピュータ音楽楽器研究センター(CCRMA)の名誉音楽客員教授に就任し、コンピュータ音楽の研究を行った。CCRMAでピアースは、ボーレン＝ピアース音階と呼ばれる非オクターブ音階を共同で発見した。

## 賞と栄誉
- 1947年 - モーリス・N・リーブマン記念賞
- 1955年 - 米国科学アカデミー会員[13]
- 1960年 - スチュアート・バランタイン・メダル
- 1962年 - アカデミー・オブ・アチーブメント ゴールデンプレート賞[14]
- 1962年 - アメリカ芸術科学アカデミー会員[15]
- 1963年 - IEEEエジソンメダル
- 1963年 - アメリカ国家科学賞
- 1973年 - アメリカ哲学協会会員[16]
- 1975年 - IEEE栄誉賞
- 1979年 - マルコーニ賞
- 1985年 - 日本国際賞（電子通信工学に対しての貢献）[17]
- 1995年 - チャールズ・スターク・ドレイパー賞（通信衛星技術の開発に対して）

## 著述活動
ピアースは、技術を専門とはしていないが、それに興味のある読者に向けた技術書を多数執筆した。主な本に、"Electrons, Waves, and Messages"（電子、波、メッセージ）、"An Introduction to Information Theory: Symbols, Signals, and Noise"（情報理論への導入: 記号、信号、ノイズ）、"Waves and Ear"（波と耳）、"Man's World of Sound"（人の音の世界）、"Quantum Electronics"（量子エレクトロニクス）、"Signals: The Science of Telecommunication"（信号: 電気通信の科学）などがある。
ピアースは技術書だけでなく、J・J・カップリング(J.J. Coupling)というペンネームでSF小説を書いていた。このペンネームは、粒子の角運動量の合成における「jj結合」(j-j coupling)にちなむものである。

## 私生活
妻のブレンダ(Brenda)との間の子供に、SF小説編集者のジョン・J・ピアースと娘のエリザベス・アン・ピアースがいる。
ピアースは、その登場の初期から滑空に興味を持ち、アメリカの初期の滑空協会の一つであるロングビーチ・グライダー・クラブの設立に関わった。
リチャード・ハミングはピアースについて、「ジョン・ピアースと話をすれば、すぐに刺激を受けることができるだろう」と語った。
ピアースは、ニュージャージー州バークレーハイツ、カリフォルニア州パサデナ、晩年にはカリフォルニア州パロアルトに住んでいた。パロアルトの自宅では、たびたび様々なゲストを招いてパーティーを開き、宇宙開発や政治、医療、音楽など様々な話題について活発に議論していた。ピアースの教え子のダニエル・レビティンは、著書"This Is Your Brain on Music"の中でピアース邸でのパーティーの様子について書いている。
ピアースは2002年4月2日、カリフォルニア州サニーベールでパーキンソン病の合併症により死去した。
ピアースの論文は、カリフォルニア州サンマリノのハンティントン図書館に所蔵されている。